# Euproctis mimosa
Euproctis mimosa är en fjärilsart som beskrevs av Matsumura 1933. Euproctis mimosa ingår i släktet Euproctis och familjen tofsspinnare. Inga underarter finns listade i Catalogue of Life.